# Liste d'œuvres installées sur un estran

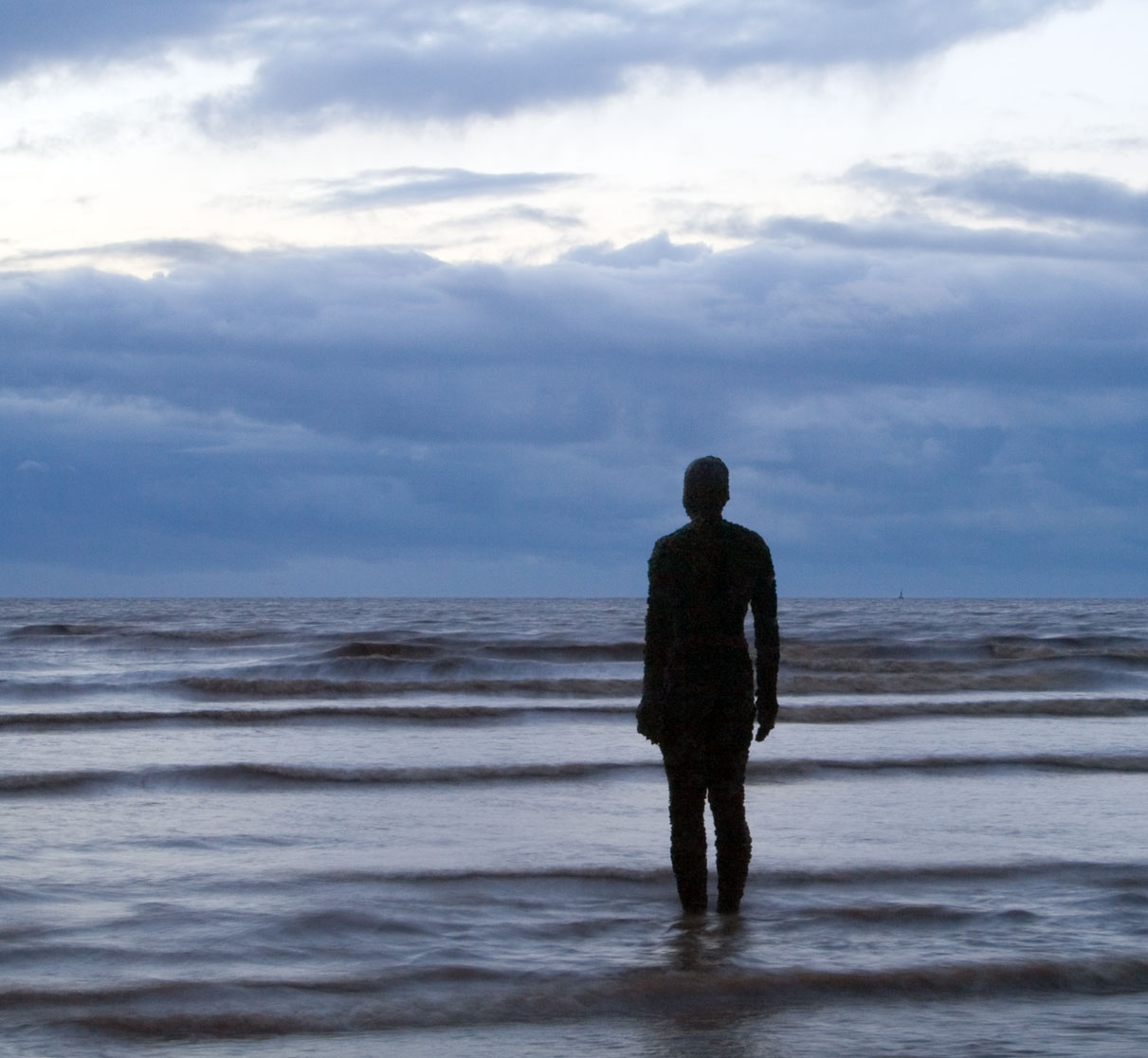
Un élément dAnother Place (sculpture), Antony Gormley, à marée montante.

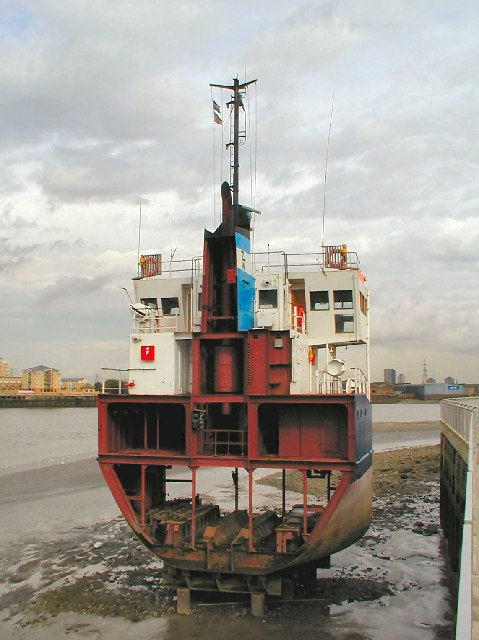
A Slice of Reality, Richard Wilson, à marée basse.

Cet article recense des œuvres d'art installées sur un estran.
L'estran est la partie du littoral situé entre le niveau des marées hautes et basses, périodiquement recouvert et découvert. Certaines œuvres d'art tirent parti de cet emplacement.

## Liste

### Canada
- Le Grand Rassemblement, Marcel Gagnon (1986, estuaire du Saint-Laurent, Sainte-Flavie[1])
- Marking High Tide / Waiting for Low Tide, Don Vaughan (1990, David Lam Park, False Creek, Vancouver[2])

### États-Unis
- Tidal Well, Tim Collins et Thompson (1987, Comté de Marin, Californie[3])

### France
- Monument américain, Gertrude Vanderbilt Whitney (1926-1989, Saint-Nazaire, Loire-Atlantique)
- Serpent d'océan, Huang Yong Ping (2012, Saint-Brevin-les-Pins, Loire-Atlantique[4])

### Nouvelle-Zélande
- Arches, Andy Goldsworthy (2005, Gibbs Farm, Kaipara Harbour (en)[5])

### Royaume-Uni
- February 5th 2004, Victoria Eden (2014, baie de Morecambe)
- Another Place (en), Antony Gormley (1997, Crosby Beach)
- Tide & Change in the River Medway, Stephen Turner (1998, estuaire de la Medway, dans le Kent[6])
- A Slice of Reality (en), Richard Wilson (en) (2000, Londres ; la partie de la Tamise où est située l'œuvre est soumise aux marées[7])
- Time and Tide Bell, Marcus Vergette (2009, installation permanente de 12 cloches sonnées par la marée montante, réparties sur plusieurs rivages du Royaume-Uni[8])
- High Tide, Low Tide, Christine Boshier (Lochmaddy, Écosse[9])
- Threads, Davina Kirkpatrick (au lieu-dit Back Rock dans l'estuaire de la Severn[10])
- The Rising Tide, Jason deCaires Taylor (2015, estran de la Tamise à Londres)

### Taïwan
- Oystermen, Marco Casagrande (Jinmen[11])